# Lymanopoda intermedia
Lymanopoda intermedia är en fjärilsart som beskrevs av Rosenberg och Talbot 1914. Lymanopoda intermedia ingår i släktet Lymanopoda och familjen praktfjärilar. Inga underarter finns listade i Catalogue of Life.